# ALT - Próby podejścia i lądowania
Próby podejścia i lądowania (ang. Approach and Landing Tests – ALT) – były serią prób wykonanych na orbiterze testowym Enterprise, przy pomocy Boeinga 747 SCA. Miały one na celu sprawdzenie zachowania się orbitera w trakcie lądowania oraz podczas transportu na grzbiecie Boeinga 747.

## Wstęp

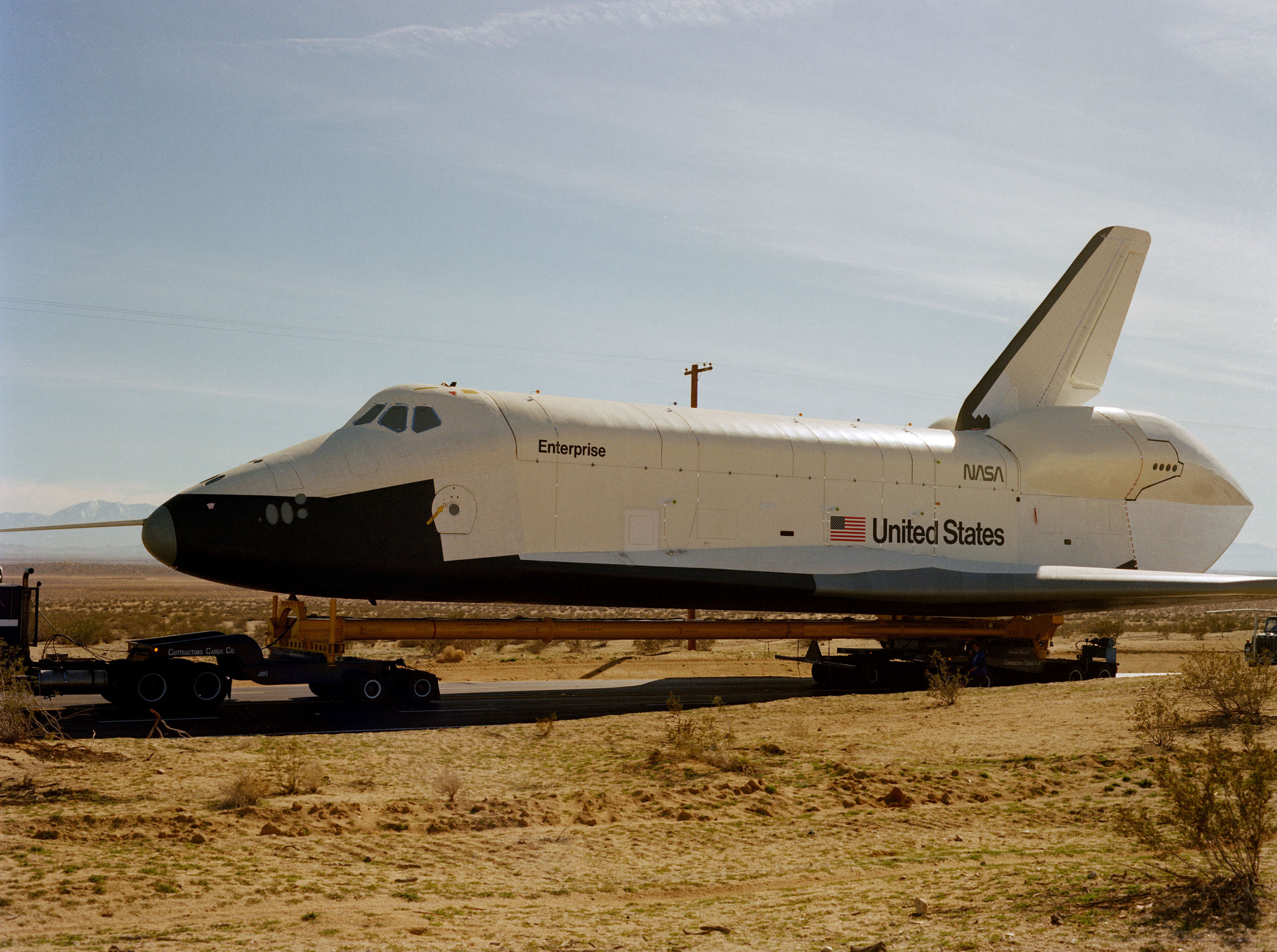
Enterprise podczas transportu do Edwards AFB

OV-101 Enterprise nie był przeznaczony do lotów w kosmos. Jego zadaniem było przejście programu prób, tak aby następny wahadłowiec (OV-102) mógł po zakończeniu budowy rozpocząć loty na orbitę okołoziemską. Enterprise opuścił stanowisko montażowe 16 września 1976 r., a więc nieco ponad dwa lata od rozpoczęcia budowy. W dniu 31 stycznia 1977 r. pojazd został ustawiony na specjalnej platformie kołowej i przewieziony przez kołowy ciągnik siodłowy z Palmdale do oddalonej o 58 km bazy Edwards AFB, a dokładniej do położonego na jej terenie ośrodka Centrum Badania Lotu imienia Neila A. Armstronga. Trasa przebiegała przez centrum pięćdziesięciotysięcznego miasta Lancaster, co wzbudziło wśród mieszkańców nie lada sensację. W celu umożliwienia przejazdu niezwykłego obiektu trzeba było podnieść sieć elektryczną i telefoniczną, a wojsko zbudowało na pustyni 13 km asfaltowej szosy.
Pierwszy program prób miał dotyczyć ostatniej fazy lotu atmosferycznego: podejścia i lądowania. Oznaczono go skrótem ALT (ang. Approach and Landing Test). W pierwszych dniach lutego 1977 r. Enterprise podniesiony został za pomocą specjalnego urządzenia dźwigowego MDD (ang. Mate/Demate Device) i ustawiony na grzbiecie Boeinga 747-SCA. Na ogonowej części orbitera zamontowano stożkowatą osłonę zespołu silników SSME i OMS o długości ok. 11 m i średnicy 6,7 m w celu zmniejszenia oporu powietrza. NASA wyznaczyła załogi mające wziąć udział w próbach. Dowódcą (pierwszym pilotem) Boeinga 747-SCA został Fitzhugh L. Fulton, weteran lotów na B-52 w programie X-15, drugim pilotem Thomas C. McMurtry, a inżynierami pokładowymi Victor W. Horton i Louis E. Guidry Jr. Dwie załogi Enterprise wybrano spośród astronautów. Pierwszą stanowili Fred W. Haise Jr (dowódca, były członek załogi Apollo 13) i Charles Gordon Fullerton (pilot), zaś drugą Joe H. Engle (dowódca) i Richard H. Truly (pilot).

## Bezzałogowe próby bierne

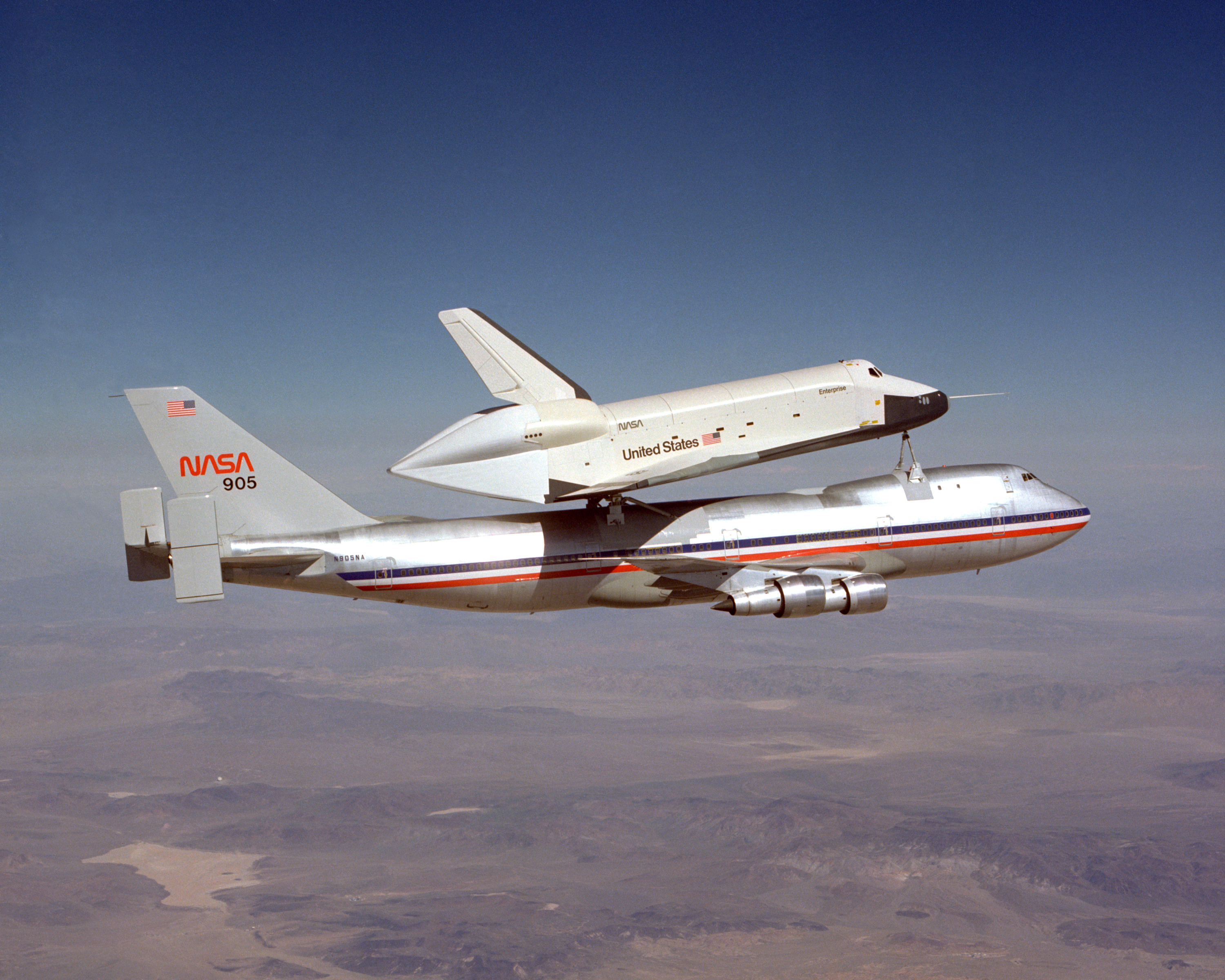
Zespół SCA - Enterprise podczas pierwszego lotu

Pierwszą serię prób wykonano 15 lutego 1977 r. Polegała ona na rozpędzaniu się na betonowym pasie lotniska w Edwards zespołu nosiciela i orbitera. Podczas trzech prób osiągnięto kolejno prędkości 139, 222 i 250 km/h, a w ostatniej z nich podwozie Boeinga uniosło się 1,5 m nad powierzchnię pasa. W dniu 18 lutego o godzinie 8:30 czasu miejscowego Boeing 747-SCA niosący na grzbiecie Enterprise oderwał się od ziemi w eskorcie trzech odrzutowców treningowych Northrop T-38 i jednego Cessna T-37. Zespół obu maszyn miał masę około 264 900 kg, czyli mniejszą niż standardowy Boeing 747 z pasażerami, ładunkiem i paliwem startujący do lotu z Los Angeles do Londynu. Rozbieg miał długość 1828 m, a start nastąpił przy prędkości 274 km/h. Podczas trwającego 2 h 15 min lotu załoga stwierdziła, że zespół pilotuje się niemalże identycznie jak samego Boeinga, niezorientowanemu zaś pilotowi byłoby trudno wyczuć, że na grzbiecie jest umieszczony Orbiter. Druga z serii tzw. bezzałogowych prób biernych odbyła się 22 lutego. Główny cel trwającego 3 h 13 min lotu stanowiło zbadanie zjawiska drgań samowzbudnych (ang. flatter) i stateczności zespołu nosiciel-orbiter. W trzecim locie, przeprowadzonym 25 lutego i trwającym 2 h 28 min, wyłączono jeden z silników Boeinga symulując jego awarię w celu zbadania, jak wpłynie to na stateczność połączonych maszyn. Podczas czwartej próby biernej 28 lutego wykonano symulację nieudanego podejścia do lądowania z powtórnym wzlotem pełną mocą silników z wysokości kilku metrów nad pasem. Lądowanie zespołu odbyło się przy pracujących jałowo silnikach nosiciela (symulacja lądowania awaryjnego), a po przyziemieniu po raz pierwszy zastosowano odwracacze ciągu silników Boeinga, co pozwoliło na skrócenie dobiegu poniżej 2000 m. Początkowo obawiano się szkodliwego wpływu odchylonych strug gazów wylotowych na niesiony Orbiter, lecz obawy nie potwierdziły się. Lot trwał 2 h 11 min. Przeprowadzona 2 marca ostatnia bierna próba bezzałogowa posłużyła do wykonania dwukrotnej symulacji odłączenia orbitera na wysokości około 7500 m. Po locie trwającym 1 h 39 min Boeing z Enterprise na grzbiecie wylądował w Edwards AFB po raz drugi używając odwracaczy ciągu. Sprawdzenie możliwości skracania dobiegu miało duże znaczenie, gdyż po zakończeniu prób ALT Orbiter miał zostać przewieziony do ośrodka NASA Marshall Space Flight Center w Huntsville w stanie Alabama, którego lotnisko dysponowało pasem o długości zaledwie 2300 m.

## Załogowe próby bierne
Następnie przystąpiono do drugiej fazy prób ALT: biernych prób załogowych. Podczas ich trwania Orbiter pozostawać miał wciąż połączony z nosicielem, ale za sterami Enterprise zasiadali astronauci, a większość instalacji pokładowych takich jak pomocnicze jednostki napędowe APU (ang. Auxiliary Power Unit), instalacja hydrauliczna, awionika, ogniwa paliwowe itp. były włączone. W dniu 18 czerwca 1977 r. przeprowadzono pierwszy lot tej serii. Astronauci Fred Haise i Charles Gordon Fullerton zostali podniesieni na platformie przymocowanej na końcu żurawia do znajdującego się na wysokości kilkunastu metrów włazu Enterprise umieszczonego na grzbiecie Boeinga. Na ich twarzach znajdowały się maski przeciwgazowe zabezpieczające przed parami amoniaku uchodzącymi z jednostek APU. Po zajęciu miejsc w kabinie i starcie Haise i Fullerton przeprowadzili próbę działania aparatury pokładowej. Lot odbywał się na wysokości 4500 m z prędkością 335 km/h. Zbadano wibracje spowodowane drganiami powierzchni sterujących, próby giroskopów i hamulców aerodynamicznych, a także badania odkształcania się konstrukcji samolotu kosmicznego. Lot trwał 55 min 46 s. W następnej próbie załogowej przeprowadzonej 28 czerwca 1977 r. wzięła udział druga załoga: Joe Engle i Richard Truly. Podobnie jak poprzednio dokonywano prób drgań przy prędkościach 400 i 500 km/h. Następnie zespół wzbił się na wysokość ponad 6000 m, gdzie rozpoczęto symulację manewru oddzielenia orbitera od nosiciela. Trwający 1 h 2 min lot zakończyła symulacja samodzielnego lądowania orbitera z wykorzystaniem automatycznego systemu sterowania i danych z naziemnego mikrofalowego systemu lądowania. W trzecim locie z tej serii wykonanym 26 lipca za sterami Enterprise ponownie znaleźli się Haise i Fullerton. Po osiągnięciu wysokości 8530 m zespół nosiciela i orbitera wszedł w lot nurkowy będący symulacją beznapędowego podejścia do lądowania orbitera. Po 59 min 53 s lotu koła Boeinga dotknęły pasa lotniska, a chwilę później wysunął podwozie umieszczony na jego grzbiecie Enterprise.

## Pierwsze próby lądowania

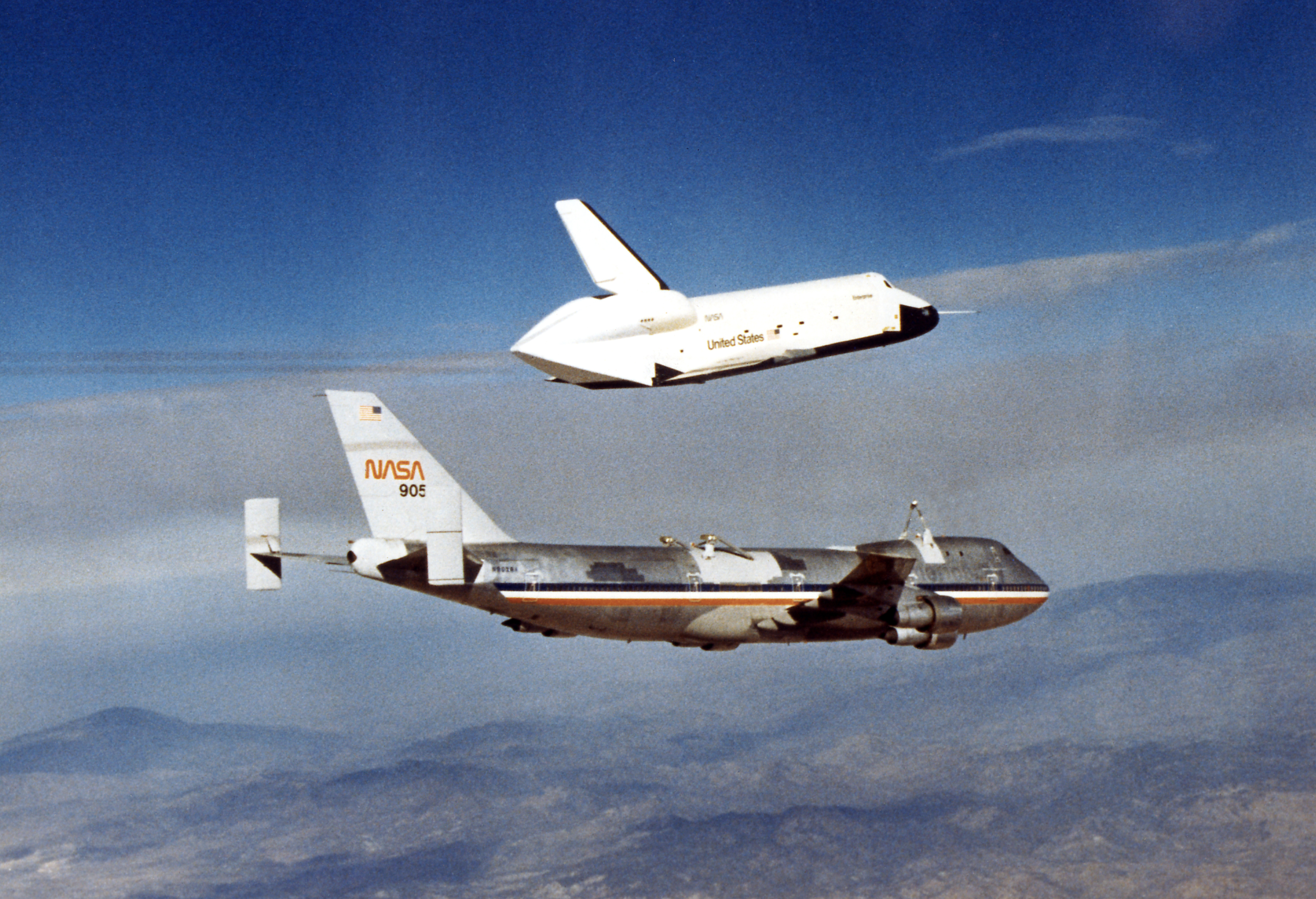
Pierwszy lot swobodny Enterprise

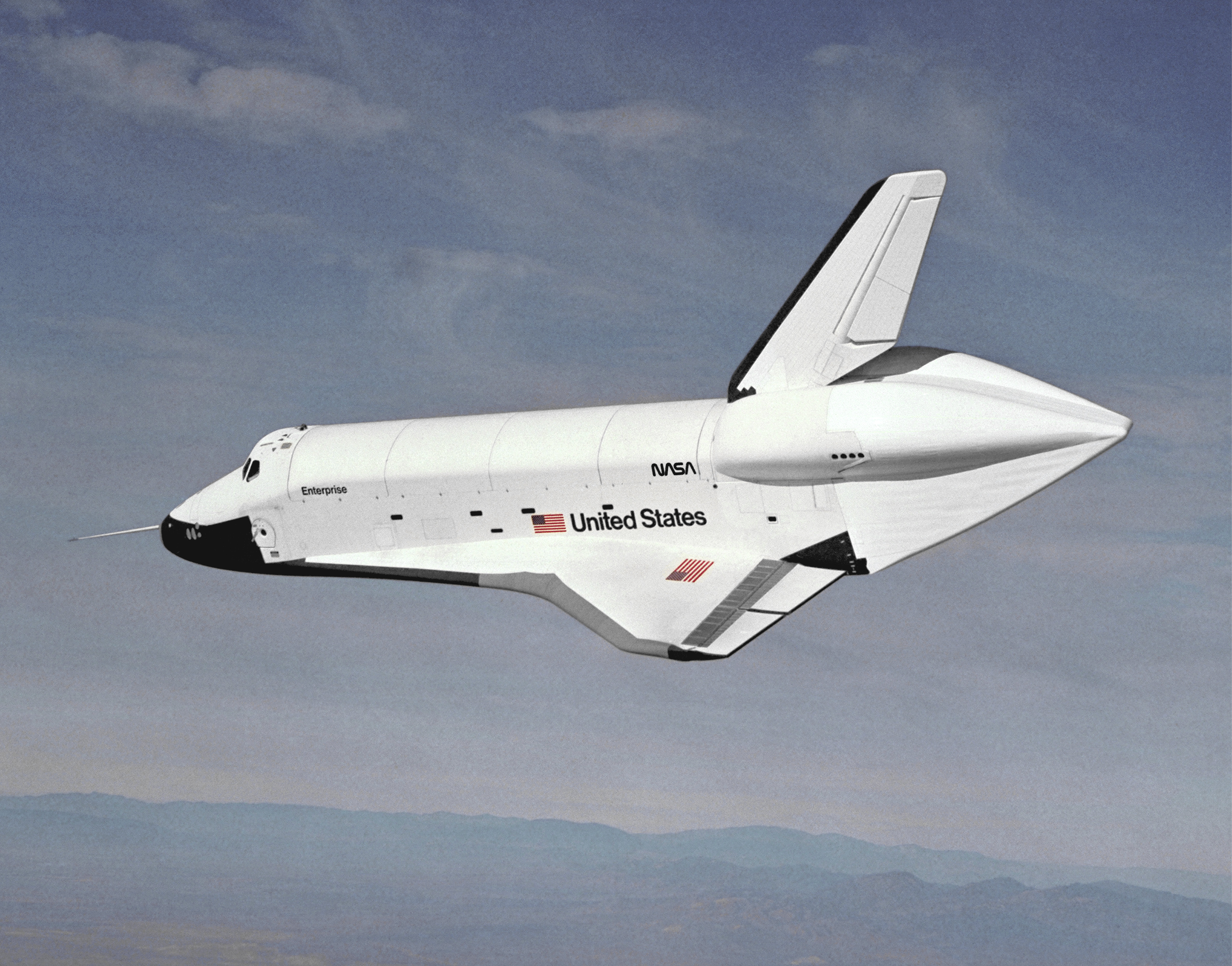
Enterprise podczas swojego drugiego swobodnego lotu

Trzecia faza prób ALT miała na celu wykonanie samodzielnych lotów i lądowań orbitera. W dniu 12 sierpnia 1977 r. o godzinie 8:00 czasu lokalnego Boeing 747-SCA uniósł Enterprise z pasa startowego bazy Edwards, 46 min później zespół lecący z prędkością 500 km/h znalazł się na wysokości 6955 m. Tu rozpoczęto manewr odłączenia. Nosiciel wszedł w płytki lot ślizgowy pod kątem 7°. Jego załoga wysunęła spojlery płatów i zdławiła silniki, aby Boeing znalazł się w konfiguracji dającej duży opór aerodynamiczny, a statek kosmiczny mający mniejszą doskonałość nie uderzył po rozłączeniu w jego statecznik pionowy. Następnie eksplodowały małe ładunki pirotechniczne w sworzniach podtrzymujących Enterprise oddzielając go od nosiciela. Po 20 s Haise i Fullerton wyrównali lot na wysokości 6010 m i powoli oswajali się z pilotażem największego i najcięższego szybowca świata. Przy prędkości 500 km/h Enterprise wykonał dwa zakręty ze zniżeniem.
W początkowej fazie samodzielnego lotu zawiódł jeden z komputerów pokładowych orbitera, co jednak nie wpłynęło na przebieg próby. W odległości 13 km od lotniska, na wysokości 1950 m Enterprise wszedł na ścieżkę podejścia na pas nr 17 bazy Edwards, wyposażony w mikrofalowy system lądowania. Prędkość była jednak o ok. 25 km/h większa od przewidywanej i Orbiter z prędkością 460 km/h przemknął nad planowanym punktem przyziemienia. Na wysokości 55 m, 20 s przed lądowaniem wysunięto podwozie. Zetknięcie kół podwozia głównego z ziemią nastąpiło przy prędkości 400 km/h, kończąc trwający 315 s pierwszy samodzielny lot Enterprise.
Awaria komputera, którego naprawę wykonano u producenta (firma IBM), a także intensywne opady deszczu jakie nawiedziły zwykle suchy i słoneczny rejon pustyni Mojave zmusiły NASA do przesunięcia daty drugiego lotu swobodnego na 13 września. Ponieważ używany poprzednio gruntowy pas nr 17 wytyczony na dnie wyschniętego jeziora został w kilku miejscach zmiękczony przez deszcz zdecydowano się przenieść lądowanie na pas nr 15 nie wyposażony w mikrofalowy system lądowania. Zespół oderwał się od ziemi o godzinie 8:00 czasu miejscowego, a następnie wzniósł na wysokość 7320 m. Po 49 min przy prędkości 500 km/h nastąpiło oddzielenie orbitera. W locie ślizgowym załoga Enterprise, którą tym razem stanowili Engle i Truly doprowadziła do rozpędzenia pojazdu do prędkości 537 km/h. W fazę hamowania przed podejściem do lądowania Orbiter wszedł z kątem pochylenia 3°, a następnie zmniejszył prędkość do 348 km/h i zwiększył kąt pochylenia do +15°. Po ponownym zwiększeniu prędkości do 500 km/h załoga wykonała kilka prób z hamulcem aerodynamicznym. Lot trwający 300 s zakończył się zgodnie z planem na pasie nr 15, gdy Enterprise z prędkością 343 km/h osiadł 200 m za wyznaczonym punktem przyziemienia.

## Dalsze próby lądowania
Trzeci lot wykonany 23 września przez Haise’a i Fullertona nosił już cechy rutynowej operacji. W tylnej części ładowni umieszczono balast przesuwający środek ciężkości orbitera w kierunku ogona. Po oddzieleniu od nosiciela na wysokości 7260 m Enterprise wykonał dwa zakręty z przeciążeniami odpowiednio 1,8 g i 1,5 g. Przeprowadzono badania stateczności w konfiguracji z przesuniętym środkiem ciężkości, w tym również w przechyle. Aby sprawdzić jak zachowa się Orbiter przy gwałtownym wychodzeniu z zakrętu załoga utrzymała go w przechyle dłużej niż było to konieczne (zakręt 130° w lewo, przeciążenie 1,8 g, przechył 55°), a następnie „ostro” przechyliła Orbiter na prawo i wyrównała lot. Próby te doprowadziły astronautów do przekonania, że w pilotażu statek ich bardziej przypomina ciężki myśliwiec przechwytujący niż duży samolot transportowy, któremu odpowiada rozmiarami. Czas trzeciego lotu samodzielnego wyniósł 334 s. Podczas dobiegu liczącego 2799 m wykonano próbę hamowania za pomocą hamulców kół, która ujawniła wady układu przeciwpoślizgowego.
Wszystkie z dotychczasowych prób Enterprise odbywały się z osłoną aerodynamiczną założoną na jego ogonową część. NASA postanowiła, że dwa ostatnie loty ALT wykonane zostaną bez tej osłony, a więc w konfiguracji orbitera powracającego z kosmosu. W wyniku zdjęcia osłony doskonałość aerodynamiczna zmniejszyła się z 8 do 4. Poza tym obawiano się wystąpienia turbulencji za ostro uciętym z tyłu kadłubem, która w niekorzystny sposób mogła oddziaływać na nosiciela. Aby zapobiec temu zjawisku w dziobowej części Boeinga umieszczono balast o masie 453,6 kg tłumiący drgania. Start do czwartego lotu samodzielnego odbył się 12 października 1977 r. o godzinie 7:45 czasu miejscowego. Oddzielenie orbitera, za sterami którego siedzieli Engle i Truly nastąpiło na wysokości 6830 m (730 m wyżej niż planowano). Ze względu na mniejszą niż w poprzednich lotach wysokość oddzielenia, Enterprise nie wykonał skomplikowanych manewrów, tylko po dość stromym torze (25°) podążał w kierunku lotniska. Wyrównanie zmniejszyło kąt podejścia z 20° do 6° i przy prędkości 350 km/h Orbiter dotknął powierzchni pasa po 154 s lotu. Zmodyfikowany układ przeciwpoślizgowy hamulców tym razem działał prawidłowo, pozwalając na skrócenie dobiegu do zaledwie 1737 m. Ostatnią, piątą próbę lotu swobodnego zrealizowano 26 października. 50 min po starcie z Edwards Enterprise z załogą Haise/Fullerton odłączył się od nosiciela. Po raz pierwszy lądowanie zaplanowano nie na gruntowej powierzchni wyschniętego dna jeziora, ale na utwardzonym betonowym pasie nr 04. Zakończenie piątego lotu, najkrótszego z całej serii (115 s), nie obyło się bez problemów. Okazało się bowiem, że doskonałość aerodynamiczna orbitera jest większa od zaplanowanej. Gdy przy prędkości 410 km/h koła podwozia głównego dotknęły pasa Haise próbował opuścić podniesiony dziób przez opuszczenie sterolotek. Dało to jednak efekt odwrotny od zamierzonego: wzrosła siła nośna i Enterprise ponownie uniósł się w powietrze. Próby skorygowania sytuacji zakończyły się wprawieniem pojazdu w oscylacje. Pilot puścił więc drążek i 6 s po pierwszym dotknięciu pasa Orbiter już na dobre osiadł na powierzchni lotniska.

## Ostatnie testy
W dniach 15–18 listopada 1977 r. wykonano ostatnie cztery loty próbne (bez rozłączania zespołu w powietrzu), w których Orbiter powtórnie otrzymał osłonę silników, a kąt między osiami orbitera i nosiciela zmniejszono z 6° do 3°. Taka konfiguracja obu maszyn, o mniejszym oporze aerodynamicznym posłużyła przy transporcie orbitera na większe odległości.

## Lista lotów ALT
| Lot testowy                 | Data                 | Prędkość | Wysokość          | Załoga           | Czas trwania   | Komentarz                                              |
| --------------------------- | -------------------- | -------- | ----------------- | ---------------- | -------------- | ------------------------------------------------------ |
| Test rozpędzania #1         | 15 lutego 1977       | 143 km/h | Jazda po pasie    | Brak             | Jazda po pasie | Betonowy pas osłona aerodynamiczna                     |
| Test rozpędzania #2         | 15 lutego 1977       | 225 km/h | Jazda po pasie    | Brak             | Jazda po pasie | Betonowy pas osłona aerodynamiczna                     |
| Test rozpędzania #3         | 15 lutego 1977       | 253 km/h | Jazda po pasie    | Brak             | Jazda po pasie | Betonowy pas osłona aerodynamiczna                     |
| Lot bierny #1               | 18 lutego 1977       | 462 km/h | 16,000 ft 4,877 m | Brak             | 2 h 5 min      | Osłona aerodynamiczna lądowanie z B747                 |
| Lot bierny #2               | 22 lutego 1977       | 528 km/h | 22,600 ft 6,888 m | Brak             | 3 h 13 min     | Osłona aerodynamiczna lądowanie z B747                 |
| Lot bierny #3               | 25 lutego 1977       | 684 km/h | 26,600 ft 8,108 m | Brak             | 2 h 28 min     | Osłona aerodynamiczna lądowanie z B747                 |
| Lot bierny #4               | 28 lutego 1977       | 684 km/h | 28,565 ft 8,707 m | Brak             | 2 h 11 min     | Osłona aerodynamiczna lądowanie z B747                 |
| Lot bierny #5               | 2 marca 1977         | 763 km/h | 30,000 ft 9,144 m | Brak             | 1 h 39 min     | Osłona aerodynamiczna lądowanie z B747                 |
| Aktywny lot z nosicielem #1 | 18 czerwca 1977      | 335 km/h | 14,970 ft 4,563 m | Haise, Fullerton | 55 min 46 s    | Osłona aerodynamiczna lądowanie z B747                 |
| Aktywny lot z nosicielem #2 | 28 czerwca 1977      | 449 km/h | 22,030 ft 6,715 m | Engle, Truly     | 62 min 0 s     | Osłona aerodynamiczna lądowanie z B747                 |
| Aktywny lot z nosicielem #3 | 26 lipca 1977        | 501 km/h | 30,292 ft 9,233 m | Haise, Fullerton | 59 min 53 s    | Osłona aerodynamiczna lądowanie z B747                 |
| Lot swobodny #1             | 12 sierpnia 1977     | 499 km/h | 24,100 ft 7,346 m | Haise, Fullerton | 5 min 21 s     | Osłona aerodynamiczna lądowanie na powierzchni jeziora |
| Lot swobodny #2             | 13 września 1977     | 499 km/h | 26,000 ft 7,925 m | Engle, Truly     | 5 min 28 s     | Osłona aerodynamiczna lądowanie na powierzchni jeziora |
| Lot swobodny #3             | 23 września 1977     | 467 km/h | 24,700 ft 7,529 m | Haise, Fullerton | 5 min 34 s     | Osłona aerodynamiczna lądowanie na powierzchni jeziora |
| Lot swobodny #4             | 12 października 1977 | 447 km/h | 22,400 ft 6,828 m | Engle, Truly     | 2 min 34 s     | Lądowanie na powierzchni jeziora                       |
| Lot swobodny #5             | 26 października 1977 | 456 km/h | 19,000 ft 5,791 m | Haise, Fullerton | 2 min 1 s      | Lądowanie na pasie startowym                           |

## Galeria wideo
- SCA wraz z Enterprise opuszcza bazę Edwards AFB
- Oddzielenie Enterprise od nosiciela
- Lądowanie Enterprise